# Andronic I Comnenul

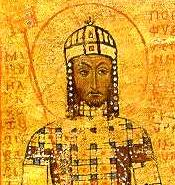
Manuel I Komnen

Andronic I Comnenul (greacă: Ανδρόνικος Α’ Κομνηνός, Andronikos I Komninos), (n. 1118, Constantinopol, Imperiul Roman de Răsărit – d. 12 septembrie 1185, Constantinopol, Imperiul Roman de Răsărit) a fost un împărat bizantin (1183 – 1185).

## Portretul lui Andronic
Andronic Comnenul era tipul perfect al bizantinului din secolul al XII-lea, cu toate calitățile și toate viciile.
De statură înaltă (se spune că măsura mai mult de 6 picioare), de o forță herculeană și de o eleganță incomparabilă, el avea o frumusețe, după spusele unui cronicar, care părea demnă de tron. Cronicarul Nicetas, care l-a cunoscut bine, a lăsat undeva despre el o schiță frumoasă și fină, în care ni-l arată îmbrăcat într-o lungă mantie violetă cu capul acoperit cu o bonetă ascuțită de culoare cenușie, mângâindu-și, cu un gest care-i era familiar când era emoționat sau mâniat, barba neagră și creață. Puternic, admirabil antrenat în toate exercițiile trupului, întreținând printr-o cumpătare atentă echilibrul perfect al sănătății și grația robustă a formelor, imun la boli, el era un cavaler desăvârșit, arbitrul modei. La război, isprăvile sale erau acelea ale unui paladin. A alerga singur la dușman, împrumutând scutul și lancea celui dintâi soldat întâlnit, provocând pe șeful grupului advers mergând până în mijlocul armatei lui, trântindu-l de pe cal cu o singură lovitură de lance și întorcându-se teafăr în rândurile bizantine, toate acestea nu erau decât o jucărie pentru el: după cum spune un scriitor al vremii, el nu respira decât lupte. Bun general, când voia să-și dea osteneala, se arăta plin de experiență și de inițiativă. În război era idolul soldaților, în oraș idolul tinerilor nobili.
O inteligență de prim rang însuflețea acest trup de atlet și de războinic. Pe lângă el, spune un istoric, ceilalți oameni păreau niște brute. Unei culturi foarte întinse și foarte variate, el adăuga o elocvență naturală și discursurile lui aveau o putere de convingere aproape de neînvins. Era vesel, spiritual, cu un spirit batjocoritor, care nu cruța pe nimeni. Gata să observe tot ce era ridicol, el se întrecea în a-și bate joc de oameni și de lucruri cât se poate de caraghios; vorbirea lui sinceră era tot atât de celebră la curte pe cât era de temută. Cu mult sânge rece, era îndemânatic și se pricepea să iasă din orice încurcătură; comedian admirabil, știa să joace toate rolurile și să plângă atunci când voia; așa încât contemporanii îl numeau cameleonul schimbător, Proteu cel cu multe forme.Nimeni nu-i rezista: de 20 de ori vărul său Manuel îi iertă cele mai rele nebunii; cu toate viciile, cronicarii vremii au fost indulgenți cu el și soția lui, pe care o înșela mereu, îl adora.
Dar la toate aceste calități el adăuga un suflet neliniștit și tulbure, violent, îndrăzneț, pasionat. Avea cu cine semăna: tatăl său Isaac, care conspirase de mai multe ori împotriva basileului Ioan, fratele său, petrecuse o mare parte din viață la curtea sultanului din Iconium; fratele lui mai mare se căsătorise cu fiica unui emir musulman.

## Disputele cu Manuel Comnenul
Timp de 30 de ani, Andronic umplu orașul și curtea cu zgomotul și scandalul aventurilor sale.
Văr primar cu Manuel și aproape de aceeași vârstă cu el (amândoi se născuseră în preajma anului 1120), Andronic fusese crescut împreună cu viitorul moștenitor al tronului. Și din comunitatea gusturilor lor sportive și a aventurilor de dragoste, se formase o intimitate strânsă între cei doi tineri. Manuel avu multă vreme pentru Andronic o afecțiune adâncă; chiar mai târziu, când rivalitatea ambițiilor lor și calomniile dușmanilor lui Andronic îi despărțiră definitiv, împăratul păstră totdeauna pentru vărul lui o secretă indulgență.
Cu toate acestea, un om ca Andronic era făcut să îngrijoreze pe un împărat; și deși Manuel oferi mari distincții vărului său, îl folosi în războaie și-l trată ca pe un prieten, o neînțelegere surdă se născu în curând între ei. Andronic păstra oarecare supărare față de Manuel, de a-l fi lăsat să cadă în mâinile turcilor atunci când, tânăr împărat, alerga la Constantinopol să pună mâna pe tron, fără să facă nimic spre a-l elibera, fericit poate de a scăpa, în această împrejurare, de un personaj așa de îngrijorător și de neastâmpărat. Deși de atunci Manuel îi rămase în aparență foarte apropiat-până la a-și expune viața spre a scăpa pe Andronic într-o ceartă de bețivi-acesta se plângea totuși că nu i se dădea în Stat locul pe care-l merita și că împăratul acorda altora, cu deosebire nepotului său Ioan, pe care Andronic îl ura, demnitățile de care el ar fi fost mult mai demn. Din partea sa, Manuel era preocupat de calitățile prea strălucite ale rudei sale, de ambițiile lui secrete, de vorba lui prea liberă. O întâmplare cu niște femei, exploatată ingenios de dușmanii lui Andronic, sfârși prin a-i învrăjbi pe cei doi veri.
Era prin 1151, Andronic avea aproape 30 de ani; era însurat, soția lui îl iubea foarte mult și avea de la ea un fiu, Manuel; ceea ce nu-l împiedica de loc să fie în cei mai buni termeni cu una din verișoarele lui, Evdochia Comnena.
Această Evdochia era chiar sora Teodorei, care în acea vreme era amanta oficială a împăratului. Cum tânăra femeie era văduvă, ea avusese mai puține scrupule decât oricare alta cedând frumosului ei văr și se arătă cu el în public. Legătura făcea mare scandal la curte, mai ales din cauza apropiatei rudenii a celor doi amanți; familia Evdochiei, cu deosebire fratele și cumnatul ei, erau foarte mâhniți. Dar, la toate observațiile ce i se făceau, Andronic răspundea cu glume și făcând cu obrăznicie, aluzie la intriga lui Manuel cu Teodora: Trebuie, zice el râzând, ca supușii să urmeze exemplul stăpânului și operele care ies din aceeași fabrică (Evdochia și Teodora erau surori), merită să placă la fel. Altă dată el explica celor care-l certau, că era mai grav cazul său decât acela al împăratului: El are legături cu fiica fratelui său (Andronic spunea aceasta mai brutal); eu numai cu fiica vărului meu. Se înțelege că astfel de vorbe supărau pe împărat și măreau furia rudelor Evdochiei. Manuel, crezând că pentru a pune capăt tuturor neplăcerilor trebuia să îndepărteze pe Andronic de la curte, îl trimise în 1152 în Cilicia, spre a lupta împotriva prințului armean Thoros. Dar Andronic, nemulțumit de acest exil, își îndeplini foarte superficial sarcina; lăsă să-i scape dușmanul, se lăsă bătut, nu fără a se fi purtat vitejește în luptă; în sfârșit, trebui să evacueze țara și să fugă până în Antiohia. Fu chemat la Constantinopol; totuși, Manuel, ca un prinț bun, se mulțumi doar să-l certe între patru ochi; după care îi încredință, tot departe de curte, unde părea supărător, un mare comandament la frontiera Ungariei, cu titlul de duce de Belgrad și de Branitzova.
Chiar în timpul misiunii sale în Cilicia, Andronic întreținuse legături cam suspecte cu regele Ierusalimului și cu sultanul din Iconium. În noul său post, el se grăbi să lege intrigi asemănătoare cu regele Ungariei, în scopul de a-l detrona pe împărat, după cum se spune. Dar corespondența fu interceptată și pusă sub ochii basileului. Și de data aceasta Manuel, indulgent, se mulțumi a-l destitui pe trădător din ducatul lui și-l trimise în tabăra din Pelagonia, în Macedonia, unde se afla atunci curtea, spre a-l avea aproape și a-i supraveghea mișcările. În anturajul prințului, Andronic o regăsi pe Evdochia, cu care de altfel, de la întoarcerea din Cilicia, își reluase legătura amoroasă. Încântat de acest noroc, fără să se sinchisească de cursele pe care i le întindeau rudele tinerei femei, el reîncepu legătura, judecând, cum spune un cronicar al vremii, că dragostea Evdochiei era o recompensă suficientă pentru toate primejdiile care puteau venii. În același timp Ioan, fratele Evdochiei și Ioan Cantacuzin, cumnatul ei, ponegreau pe Andronic în fața împăratului și încercau chiar să scape de el printr-un asasinat.
Într-o zi, după obicei, Andronic se dusese în cortul pe care-l ocupa amanta lui. Înștiințate de întâlnire, rudele Evdochiei pregătiră o ascunzătoare și puseră oameni înarmați în vecinătatea pavilionului, pentru a-l omorâ pe dușman, când va ieși. Dar Evdochia era o persoană prevăzătoare; nu se știe cum, ea mirosise complotul. Deși, spune cronicarul, ea avea în acel moment mintea în altă parte, băgă de seamă că se înconjoară cortul și înștiință pe amantul ei. Îndată, Andronic își scoase sabia cea lungă și se pregăti să-și vândă scump viața. Dar Evdochia avu altă idee. Ea propuse amantului său să îmbrace haine de femeie; după această, strigă foarte tare, ca să fie auzită de afară, pe una din servitoare, spre a duce lumină; și Andronic ieșind apoi din cort, în locul cameristei, ar putea, astfel deghizat, să scape fără a atrage atenția. Dar tânărul nici nu vru sa audă. Temându-se de ridicol, dacă ar fi fost recunoscut, el declară că preferă să moară decât să se dezonoreze prin această deghizare; și deodată, tăind cu o lovitură de sabie pânza cortului, dintr-o săritură trecu pe deasupra sforilor, parilor și zidurilor lângă care era adăpostit cortul, spre adânca consternare a oamenilor înarmați care-l pândeau și pe care această apariție neprevăzută îi paralizase.
Alt cronicar adaugă că, nemulțumit de această întâmplare, Andronic încercă în două rânduri să asasineze pe împărat, în tabăra de la Pelagonia și că Manuel nu fu salvat decât mulțumită grijii nepotului său protosebastul Ioan. Dar, cum între acest personaj, care era fratele Evdochiei și Andronic exista o ură feroce, ne putem întreba dacă spre a pierde pe un dușman detestat protosebastul n-a calomniat oarecum pe adversarul lui. În orice caz, este sigur că exasperat de intrigile pe care le simțea în jurul lui, Andronic se gândea să răspundă prin una din acele violențe cu care era obișnuit. Într-o zi, văzându-l mângâindu-și calul, împăratul îl întrebă de ce își îngrijește astfel animalul: Pentru a fugi de aici, răspunse el, după ce voi face să sară capul celui mai mare dușman. Un astfel de om devenea cu totul periculos. De altfel, uneltirile cu ungurii și scandalul aventurii lui cu Evdochia erau motive suficiente împotriva lui Manuel se lasă convins că ar fi cuminte să-l aresteze pe Andronic. Fu deci, trimis la Constantinopol și închis , cu lanțuri la picioare și sub o pază severă. într-unul din turnurile palatului cel mare.

## Perioada de detenție
El lâncezi acolo 9 ani, din 1155 până în 1164, în care timp dădu mult de lucru călăilor și împăratului. Din ziua în care se văzu în închisoare, Andronic n-avu decât un gând, să scape; și cum avea în minte tot atâta ingeniozitate ca și îndrăzneală, iată ce imagină: observă un vechi canal părăsit, care trecea pe sub turnul în care fusese închis. Făcând o deschizătură în podeaua celulei, se strecură în canal și se ascunse acolo, având grijă să acopere bine trecerea prin care pătrunsese. La ora mesei, gărzile de serviciu văzură că prizonierul zburase. Fu o emoție mare în fortăreață. Fără îndoială, se știa că Andronic e mai ingenios decât Ulise și că din partea lui puteau să se aștepte la orice. Dar o inspecție amănunțită arăta că în celula captivului totul era intact, ușa, acoperișul, ferestrele zăbrelite des: nu puteau înțelege pe unde trecuse. Foarte încurcați și îngrijorați de responsabilitatea grea care apăsa asupra lor, paznicii se hotărâră să vestească pe împărăteasă; împăratul lipsea atunci din Constantinopol și se lupta în Cilicia.
Vestea pricinui la curte o tulburare de necrezut. Îndată se închid toate porțile orașului, se scotocesc vasele ancorate în port, se percheziționează toată capitala; se lansează mandate de aducere în toate direcțiile, soția lui Andronic e arestată ca o complice probabilă a evadării și închisă în celula unde fusese deținut bărbatul ei. Nimeni nu știa, spune cronicarul, că-l aveau încă pe Andronic. El rămăsese pitit în subterana în care se ascunsese. Ieși de acolo la căderea nopții și intrând în celulă, apăru în fața soției sale care, înspăimântată, îl crezu mai întâi o stafie. El îi dovedi îndată că nu era o fantomă: ca în toate împrejurările cele mai grele, acest om priceput nu-și pierdea niciodată sângele rece și găsi ocazia ca în această întâlnire neprevăzută să se împace cu soția lui: din această împăcare trebuia să se nască, 9 luni mai târziu, un fiu, Ioan. El petrecu astfel o săptămână, ziua ascunzându-se în subterană, noaptea revenind lângă soția sa; și ceea ce prevăzuse nu întârzie să se întâmple. Supravegherea prizonierei slăbi repede: așa încât în nasul temnicerilor, Andronic putu ieși din ascunzătoare, fugind din fortăreață și ajungând în Asia Mică. Atinsese malurile fluviului Sanarios, se putea crede salvat, când asprimea frigului-era în luna decembrie 1158-îl sili să ceară adăpost unor țărani. Fu recunoscut, cu toate protestările lui, adus iar la Constantinopol și închis din nou, punându-i-se ca precauție fiare de două ori mai grele.
De data aceasta, el rămase aproape 6 ani în temnițele imperiale; totuși din nou reuși să evadeze în 1164. Cu vremea regimul la care era supus se mai îmbunătățise; avea voie să i se aducă de acasă vin pentru masă și sub motiv că era bolnav, obținuse să fie servit de un servitor, care circula liber prin fortăreață, intrând și ieșind la orice oră. Andronic profită de aceste împrejurări. El puse pe servitorul său să fure cheile turnului în care era închis în vreme ce gărzile dormeau și reuși să ia un tipar de ceară. Acest tipar fu dus soției lui Andronic și fiului său, care puseră să se facă chei false; în același timp, cu ajutorul amforelor în care i se aducea vinul i se trimise prizonierului o frânghie lungă; într-o seară, la căderea nopții în timp ce soldații din gardă erau la masă, servitorul credincios deschise închisoarea stăpânului său, cu ajutorul cheilor false.
Turnul dădea într-o curte interioară a palatului, ale cărei terase dominau de sus marea de Marmara; cum nu trecea nimeni pe acolo, ea era plină de ierburi înalte: Andronic se pitulă mai întâi în desiș, ca un iepure, și așteptă momentul potrivit spre a se servi de frânghiile ce luase cu el. Ca un om priceput ce era, ieșind din celulă el avusese grijă să închidă ușa în urma lui. Astfel, când ofițerul de serviciu făcu rondul de seară, nu observă nimic neobișnuit: după ce puse santinelele fiecare la locul ei, el se culcă liniștit. Atunci, în plină noapte, Andronic legă frânghiile de crenelurile zidului exterior și se lăsă să alunece fără zgomot pe mal. O barcă îl aștepta și se credea în afară de primejdie, când se ivi o întâmplare supărătoare. Din ziua în care, cu două secole mai înainte, Ioan Tzimiskes asasinase pe împăratul Nichiphor Phokas, se înființară posturi de supraveghere pe toată suprafața dinspre mare a palatului, însărcinate să împiedice bărcile de a trece noaptea pe lângă zidul reședinței imperiale. Fugarul uitase acest amănunt: fu zărit de soldații gărzii, prins, întrebat și se gândea să se omoare mai curând decât să se întoarcă în celulă, când deodată avu o inspirație genială. Sunt un sclav scăpat din închisoare, zise el. Vă rog să nu mă lăsați să cad din nou în mâinile stăpânului, care mă va pune să plătesc scump fuga. Avea lanțurile la picioare, vorbea o grecească barbară: fu crezut, cu atât mai mult cu cât stăpânul bărcii, înțelegând înșelătoria, cerea, strigând, pe fugar ca și când i-ar fi aparținut. Soldații, găsind gluma foarte caraghioasă, restituiră, râzând, pe pretinsul sclav pretinsului stăpân.
De data aceasta, Andronic era salvat. Vâslind el ajunse la casa sa din Vlanga, nu departe de țărm; părinții lui îl așteptau. Îndată își scoate lanțurile, ia din nou barca, vâslește pe lângă ziduri, trece dincolo de castelul celor Șapte Turnuri; în câmp, zărește caii pregătiți; se depărtează în goană mare și ajunge la Anchialos, pe Marea Neagră. Are norocul să întâlnească în acest oraș un guvernator căruia îi făcuse bine odinioară și care nu crezu de cuviință să fie ingrat față de proscris. Îi dădu bani, călăuze, spre a putea fugi, după cum dorea, la prințul rus Iaroslav, care domnea la Haliciu, pe Nistru; Andronic atingea frontiera și se credea scăpat de oamenii care-l urmăreau, când fu recunoscut de câțiva păstori vlahi și dat pe mâna oamenilor împăratului.
Oricine în locul lui Andronic ar fi fost disperat: singur, fără prieteni, fără complici, el găsi și de data aceasta mijlocul de a scăpa. Se prefăcu a fi apucat de dureri violente și fără încetare cerea păzitorilor voie să coboare de pe cal, spre a se depărta un moment de drum.. Când veni noaptea, el înmulți aceste opriri și în vreme ce soldații îl așteptau răbdători, în drum, el, în umbra desișului în care se adăpostea, înfige bastonul în pământ, îl acoperă cu mantia, pune peste ea pălăria, îi dă înfățișarea unui om stând pe vine; după aceea, târându-se pe pământ, se depărtează cât poate de repede. Când gărzile, găsind că stă prea mult, veniră să vadă mai de aproape ce era, prizonierul ajunsese departe. El reuși să ajungă la Haliciu și ademeni așa de bine pe Iaroslav, încât acesta făcu din el tovarășul și sfetnicul lui preferat: nemaiputându-se lipsi de tovărășia lui, își împărțea cu el casa și masa.
Pentru împărat era oarecare primejdie să lase la ruși, mai ales ăn momentul în care reîncepea războiul cu Ungaria, un adversar așa de temut, care intriga și recruta un corp de cavalerie pentru a invada imperiul bizantin. Manuel crezu deci cuminte să-l ierte pe vărul său. De altfel, Evdochia se măritase; în nouă ani, ea avusese timp să-și uite amantul de altădată; din partea aceasta, nici un scandal nu mai era de temut. Împăratul vesti pe proscris că dacă se întoarce i se garantează libertatea și siguranța. Andronic primi iertarea, se întoarse și servi chiar cu vitejie în asediul orașului Zeugmin. Dar la el supunerea nu era niciodată de lungă durată; avea în sufletul lui aprig o pornire neînvinsă spre opoziție. Când Manuel, neavând nici un fiu, se hotărî să recunoască drept moștenitoare a tronului pe fiica sa Maria și pe viitorul soț al acestei prințese, Andronic refuză net de a depune jurământul de credință pe care împăratul îl cerea nobililor, față de noii prinți. El obiectă mai întâi că era un jurământ inutil, deoarece împăratul era la vârsta la care încă mai poate avea un copil de sex bărbătesc și apoi că ar fi rușinos pentru romani să fie guvernați de un străin (logodnicul Mariei era de origine ungară).Manuel, tot indulgent, lăsă pe aprigul său văr să spună ce vrea; dar cum cuvintele lui găseau ecou la ceilalți seniori, se hotărî să-l îndepărteze din nou de la curte și în 1166 îl trimise în Cilicia, însărcinat cu un important comandament militar.

## Noile aventuri ale lui Andronic
Ca și în 1152, el avu misiunea de a învinge rezistența armeanului Thoros; ca și în 1152, își îndeplini superficial însărcinarea și se lăsă să fie bătut, de altfel luptându-se vitejește. Aceasta, din cauză că mintea îi era în altă parte. În Cipru, în Cilicia, nu se vorbea atunci decât de minunata frumusețe a prințesei Filipa de Antiohia; doar auzind de farmecele sale, Comnenul se îndrăgosti de ea de la distanță și-și puse în minte s-o cucerească. Nu este inutil să adăugăm că Filipa era chiar sora împărătesei Maria și în brusca pasiune a lui Andronic intra fără îndoială oarecare dorință răutăcioasă de a se răzbuna pe Manuel și pe soția lui, pe care o ura, seducând-o pe tânăra fată.
El alergă la Antiohia și ca un tânăr începu să defileze pe sub fereastra prințesei, în costume somptuoase, escortat măreț de pajii frumoși și blonzi care purtau arcuri de argint. El însuși, mereu voinic și frumos, deși avea 46 de ani, era îmbrăcat cu o eleganță supremă; purta pantaloni lipiți de pulpe, o tunică scurtă, strânsă în talie, tot ceea ce artistul din el, în privința toaletelor, putea să scoată în evidență ținuta mândră și să-i înfrumusețeze înfățișarea. Filipa avea 21 de ani: ea se lăsă repede sedusă de acest strălucit cavaler și se oferi lui Andronic, care-i promise să o ia în căsătorie.
Când aceste vești ajunseră la Constantinopol, Manuel fu cuprins de o mânie violentă și îndată expedie în Cilicia un alt guvernator, însărcinat să înlocuiască pe Andronic la comandă și să-l înlocuiască de asemenea, dacă se putea, în inima Filipei. Dar tânăra fată nu voi să audă nimic. Când ofițerul imperial se prezentă în Antiohia, ea nu binevoi nici măcar să se uite la acest nou suspinător; și când consimți, în sfârșit, să observe atențiile lui, o făcu spre a-și bate joc de el, și a râde de statura lui mică.Ea îl întrebă, cu ironie, dacă împăratul o crede așa de proastă ca să-l părăsească ăe Andronic, un erou, a cărui familie era ilustră și care avea o faimă universală, ca să se mărite cu un biet om fără origine și fără renume. Concediat astfel, ambasadorul n-avea nimic altceva de făcut decât să plece cât mai repede: ceea ce și făcu. Filipa, din ce în ce mai îndrăgostită, nu mai vedea decât pe Andronic pe lume. El se sătură cel dintâi: fie că se temu de răzbunarea lui Manuel, fie că era sătul de amanta lui, el o părăsi destul de josnic și plecă la Ierusalim, ducând cu el banii ce-i strânsese în Cilicia și Cipru pentru împărat. Filipa, astfel părăsită, trebuia să aibă un sfârșit destul de trist. Zece ani mai târziu ea se mărită cu Humfroy de Toron, conetabil al regatului Ierusalim, mult mai în vârstă decât ea și bolnav; muri la puțin timp după aceea la 31 de ani, de o boală provenită din lâncezeală, nemângâiată fără îndoială de trista aventură pe care o avusese cu Andronic.
În această vreme, eroul nostru își continua cursul succeselor amoroase. Foarte bine primit de latinii din regatul Ierusalimului, fericiți, în lipsa regelui lor Amaurym de ajutorul pe care-l li-l aducea un cavaler așa de capabil, el nu întârzie de a le răsplăti destul de rău ospitalitatea, ca un șarpe care se strecoară în sânul binefăcătorului său. În regatul franc trăia o prințesă bizantină, Teodora, verișoară și nepoată a împăratului Manuel. Măritată la 13 ani cu regele Ierusalimului  Bourdouin al III-lea, era văduvă din 1162 și locuia în orașul Acra, care era moștenirea sa. Avea atunci 22 de ani și era încântătoare. Andronic se aprinse dintr-o dată după ea, deși era, ca și Evdochia, ca și Filipa, ruda sa foarte apropiată; se pare că Comnenul găsea o plăcere perversă în a brava, în amorurile lui, legile civile și legile Bisericii. 
Teodora primi pe vărul ei la Acra și-l trată foarte bine; apoi se duse să-i întoarcă vizita la Beyruth, oraș pe care regele Amaury îl dăduse ca vasal prințului grec, pentru a-l răsplăti pentru bunele lui servicii și în curând ea se află în cele mai bune relații cu el. Între timp, la Constantinopol, Manuel, întărâtat mereu de aventura Filipei, fulgera împotriva seducătorului și trimitea tuturor ofițerilor și vasalilor ordinul să-l prindă oriunde l-ar găsi și să-ți scoată ochii pentru a-l pedepsi de răscoalele lui și de purtarea imorală față de familie. Spre norocul vinovatului, un exemplar din ordinul imperial ajunse în mâinile reginei Teodora: ea îl înștiință pe Andronic de primejdia ce-l amenința și cei doi amanți, decât să se despartă, hotărâră să fugă împreună. Prin această răpire, Comnenul își arăta nerecunoștința față de buna primire pe care o găsise la franci.
Răpirea se făcu după toate regulile artei. Andronic își anunță plecarea; Teodora se prefăcu a dori să-l întovărășească până la oarecare distanță de Beyruth, spre a-i face cinste și a-și lua rămas bun puțin mai târziu. Numai că ea nu se mai întoarse. Cusprijinul sultanului Nureddin, cei doi fugari ajunseră la Damasc, apoi la Harran, unde se opriră câtva timp pentru ca tânăra femeie să nască, apoi la Bagdad, foarte bine primiți la curtea suveranilor musulmani. Lucru remarcabil: cu toată nesiguranța acestei vieți rătăcitoare Andronic, așa de nestatornic de obicei, nu se gândi să părăsească pe Teodora. Legătura cu regina Ierusalimului a fost în adevăr marea pasiune a vieții lui. Timp de mai mulți ani acești doi amanți își purtară viața aventuroasă prin orientul musulman, ducând cu ei pe fiul legitim al lui Andronic, micul Ioan, care avea atunci vreo 10 ani și pe cei doi copii, Alexe și Irina, pe care Comnenul îi avu pe rând de la amanta lui. De altfel, primindu-i binen nimeni nu-i ținea nicăieri prea mult timp, de teama mâniei împăratului. Fură expulzați din Mardin: primiți la Erzurum, făcură un scurt popas în Iberia; în sfârșit, după multe peripeții, ei ajunseră în mâinile unui emir turc din provincia Chaldeea, pe țărmurile Mării Negre, Saltuch (acesta era numele emirului), care dărui lui Andronic o citadelă puternică în țara Coloneei, foarte aproape de frontiera bizantină. Comnenul se stabili acolo cu familia, ducând o existență de cavaler-tâlhar, bântuind, cu invaziile lui, teritoriul imperial și vânzând turcilor pe prizonierii prinși, excomunicat desigur de biserică pentru legăturile cu verișoara lui, ca și pentru șederea sa la necredincioși și nepăsându-i decât foarte puțin de aceasta.
Manuel, înfruntat astfel, era furios. Zadarnic încerca el prin fel de fel de mijloace să prindă pe Andronic; acesta îi scăpa totdeauna. Ducele de Trebizonda, Nichifor Paleologul, fu mai fericit; el reuși să captureze, în lipsa prințului, pe Teodora și pe cei 2 copii ai săi. Aceasta sfărâmă sufletul neîmblânzit al rebelului. El își adora amanta, nu putea trăi fără ea și regreta tot atât de adânc pierderea copiilor. Se hotărî să ceară iertare. Manuel, prea fericit de a aduce pe calea cea bună pe un adversar așa de periculos, se grăbi, cu indulgența sa obișnuită, să promită vărului său toate asigurările dorite și după aceste garanții, Andronic reapăru la Constantinopol.
Ca un comediant priceput ce era, el voi să facă un adevărat teatru din reîntoarcerea și supunerea lui. Înfășură în jurul trupului, ascunzându-l sub haine, un lanț lung de fier, care îi cădea de la gât până la picioare; și când fu introdus în palatul Blacherne înaintea lui Manuel, înaintea întregii curți adunate, el se aruncă cu fața la pământ, plângând cu lacrimi calde și implorând iertarea. Manuel, foarte mișcat de această atitudine patetică, plângea și el și invita pe vărul său să se ridice. Dar celălalt se încăpățâna să stea lungit jos și desfăcând lanțul de fier, declara că voia să fie târât ca un prizonier până la picioarele tronului imperial, drept pedeapsă pentru crimele lui. După aceasta, fu tratat cu măreție cum se cuvenea, spune cronicarul, pentru un astfel de om întors după o lipsă așa de lungă. Totuși, împăratul crezu imprudent să țină în capitală pe acest nou fiu rătăcitor; de altfel, Andronic și Manuel simțeau că trăind unul lângă altul vechiele lor nemulțumiri nu vor întârzia să se deștepte iar. Se hotărî deci Comnenului un exil onorabil în orașul Oenaion, pe coasta Pontului și trăi acolo departe de Jupiter și de fulger, de altfel foarte bine tratat de dărnicia lui Manuel și odihnindu-se de aventurile lui trecute în această izolare calmă și splendidă. Este probabil că Teodora îl întovărăși în această reședință; câțiva ani mai târziu legătura lor tot mai dura.
Andronic părea a fi renunțat la toate ambițiile trecutului.Supunându-se, el jurase solemn credință împăratului și fiului său Alexe. Cumințit și liniștit, părea a fi uitat toate vechile aspirații la tron; sufletul lui furtunos părea să se fi potolit definitiv. Avea aproape 60 de ani.

## Dorința de preamărire
În 1180 moare împăratul Manuel iar imperiul trecea astfel în mâinile unui copil și al unei femei. Noul suveran, tânărul Alexe, avea abia 12 ani; era un băiețaș ușuratic, care-și petrecea zilele călărind, ducându-se la vânătoare și care, natural, lipsit de orice experiență, nu putea ști încă ce era viața. Mama lui, care exercita regența, era acea încântătoare Maria de Antiohia, așa de frumoasă, așa de grațioasă; dar nici ea n-avea de loc pricepere în afaceri și mai ales era prea seducătoare, pentru a nu da repede ocazii la calomnii, în această coruptă curte. De la începutul domniei sale, fu în jurul ei o defilare curioasă de oameni grăbiți să-i cucerească bunăvoința și care, punându-și pe față candidatura la favorurile ei, rivalizau în eleganță, pentru a-i plăcea. Izolată într-o lume străină, simțindu-se înconjurată de intrigi și de ură, tânăra femeie avu proasta inspirație de a face o alegere printre cei care-i făceau curte și greșeala și mai gravă încă de a alege rău. Protosebastul Alexe, un nepot al lui Manuel, căruia îi arăta preferință, era un om frumos, puțin afemeiat, un cavaler strălucit, care petrecea ziua dormind și noaptea făcând chefuri; el n-avea de loc energia necesară spre a fi un sprijin solid și sigur. Singurul efect al preferinței declarate pe care i-o acordă regenta fu acela de a supăra pe mulți oameni, nemulțumiți de a fi înlăturați și a da naștere la tot felul de zvonuri supărătoare. În curând se puse pe seama protosebastului intenția de a uzurpa tronul și de a se însura cu împărăteasa și pe seama acesteia o îngăduință secretă pentru planurile favoritului ei.
Altă cauză sfârși prin a compromite noua guvernare. Sub domnia împăratului Manuel, iubit de Dumnezeu, poporul latin, cum scrie Guillaume din Tyr,găsise în preajma lui prețul just al credinței și valorii sale. Împăratul disprețuia pe grecișorii lui, ca pe niște oameni molatici și afemeiați și având el însuși mărinimie sufletească și o bravură incomparabilă, nu încredință decât latinilor grija celor mai însemnate afaceri, încrezându-se, pe bună dreptate, în devotamentul și puterea lor. Cum erau foarte bine tratați de el li nu înceta să risipească mărturiile extraordinarei lui dărnicii, nobilii și oamenii de rând alergau din toate  colțurile lumii spre acela care se arăta cel mai mare binefăcător al lor. Curtea, administrația, diplomația, regimentele de gardă, se umpluseră de occidentali. Coloniile comerciale ale Veneției, Genovei, Pisei, pe de altă parte, populaseră cu latini un întreg cartier al capitalei. Maria de Antihia, din înclinare naturală, protosebastul, din motive politice, crezură că fac bine cautând, ca si Manuel, sprijinul în această parte. Aceasta era o gravă imprudență. Populația turbulentă a Constantinopolului și clerul care o conducea nutreau împotriva latinilor, de aproape un secol, uri violente, întreținute fără încetare, trebuie s-o spunem, de obrăznicia baronilor și de lăcomia negustorilor din occident. Sentimentele inspirate de aliații pe care-i alesese, fură îndreptate asupra regentei și în curând împărăteasa Maria, așa de sărbătorită odinioară și așa de populară, nu mai fu, pentru plebea odioasă a Bizanțului decât străina.
Nemulțumirea generală se manifestă în curând prin fapte. Maria, fiica lui Manuel din prima căsătorie, ura pe față pe mama ei vitregă. Aceasta era o femeie energică, îndrăzneață, violentă; ea conspiră. Dar complotul fu descoperit. Atunci, împreună cu tânărul ei soț, Cezarul Renier de Montferrat și principalii lor partizani, ea se adăposti în Sfânta Sofia și transformând basilica în fortăreață, adunând pe oamenii de arme în jurul ei, se pregăti să reziste cu hotărâre și dădu guvernului un adevărat ultimatum. Era în mai 1182. Ceea ce agrava situația era că poporul se ridica în favoarea  conjuraților și clerului, și chiar patriarhul trecu pe față de partea lor. Spre a sfârși, trebuiră să dea asalt marei biserici; se bătură până sub porțile sfintei clădiri și patriarhul trebui să intervină el însuși spre a despărți pe luptători. Natural, în capitala credincioasă izbucni un mare scandal și profanarea unui templu așa de venerabil făcu și mai puțin popular guvernul care o poruncise. Dar pe deasupra, fusese un scandal inutil: până la urmă, regenta și ministrul ei trebuiră să se hotărească a amnestia pe rebeli și a da astfel tuturor o dovadă evidentă de slăbiciune. Mai rămânea o greșeală de săvârșit. Cu o stângăcie nemaipomenită, protosebastul voi să pedepsească pe patriarh pentru rolul pe care-l jucase în răscoală și-l exilă într-o mânăstire. Manifestații strălucite în favoarea prelatului, arătară repede șefului puterii greșeala lui. Orașul întreg readuse în triumf pe patriarh în Sfînta Sofia, pe străzile pline de parfumururi și de tămâie și răsunând de zgomotul aclamațiilor. Era o nouă înfrângere pentru guvern.
Aceste incidente serveau de minune intereselor lui Andronic. Împotriva unui regim urât de toți, toată lumea căuta un salvator și-și întorcea privirile către strălucitul văr al răposatului împărat. De altfel, profeții răspândite pretutindeni îi promiteau tronul; toată lumea din Bizanț credea în aceste preziceri și însuși Comnenul nu putea face altceva decât să le creadă. Dar lumea știa mai ales că el reprezintă în fața străinei  dinastia și tradiția națională. În această capitală arzătoare și pasionată, contactul prea mult prelungit cu latinii, amintirea obrăzniciilor răbdate în tăcere, ura amorului propriu jignit și mai ales nemulțumirea intereselor economice vătămate, pregăteau din ce în ce mai mult o deșteptare formidabilă a naționalismului bizantin. Andronic fu eroul. Prințesa Maria, în momentul răscoalei îi scrisese, rugându-l să intervină; de atunci cele mai ilustre personaje ale imperiului nu mai încetau copleșindu-l cu cererile lor și asigurându-l că dacă se va pronunța, toată lumea va fi de partea lui. Și el, la aceste sugestii, la aceste vești, simțea reaprinzându-i-se vechea ambiție. Pentru a-și pregăti calea, se prefăcu, cu dibăcie, că e foarte preocupat de soarta ce amenința pe tânărul împărat, foarte îngrijorat de planurile ce se atribuiau protosebastului și cu deosebire scandalizat de zvonurile rele care circulau asupra regentei. Lăsă pe cei doi fii ai săi să se angajeze în complotul prințesei Maria, dând astfel speranțe și garanții nemulțumiților; iar el aștepta ora hotărâtă. Ea sună către jumătatea anului 1182. Fiica lui, Maria, alergă atunci la Oenaion, pentru a-l înștiința că venise momentul să intre în luptă. Andronic se hotărî și plecă la Constantinopol.
Cu dibăcia lui obișnuită, Andronic, știu să-și coloreze atitudinea cu pretextele cele mai plauzibile și să-și justifice cât mai bine rebeliunea. Declarând buna-credință a intențiilor sale, amintind chiar jurământul pe care-l făcuse odinioară lui Manuel, el spunea că n-are alt scop decât să libereze pe tânărul împărat din mâinile sfetnicilor săi detestabili. În fața unui guvern incapabil, susținut de străini, el se prezenta de altfel ca singurul om cu grijă față de interesele imperiului, ca singurul prieten al romanilor, ca singurul, de asemenea, care prin vârsta și experiența afacerilor, ar fi putut menține monarhia pe panta de pe care aluneca spre prăpastie. Și populația încântată, îl primea cu entuziasm în lungul drumului. Guvernatorii themelor asiatice, rămași credincioși regentei, încercară zadarnic să-l oprească; zadarnic încercă Andronic Anghelos, trimis cu trupe , să lupte cu el. Rău susținut de soldații lui, acest general fu bătut și temându-se pentru viața sa de urmările acestei înfrângeri, el dădu exemplul dezertării și merse să îngroașe forțele rebelului. Și acesta, care era totdeauna gata să râdă, zicea glumind, primind pe noul partizan: Iată cuvântul Evangheliei: îți voi trimite îngerul meu, care va pregăti drumul înaintea ta. În adevăr, Andronic Anghelos găsi imitatori. Când trupele Comnenului ajunseră în fața Constantinopolului, pe malul asiatic al Bosforului, flota însărcinată să apere trecerea strâmtorilor dezertă, fără măcar a încerca un simulacru de rezistență și din tabăra sa din calcedonia, Andronic adresă palatului un ultimatum trufaș cerând destituirea protosebastului, retragerea regentei într-o mânăstire, lăsarea puterii în mâinile tânărului împărat. De altfel, în capitală, toată lumea făcea urări noului stăpân și alerga la picioarele lui. Oamenii din popor și mulți de la curte alergau zilnic în Calcedonia spre a-l vedea; ei îi admirau înfățișarea mândră, vorba elocventă și se întorceau veseli, spune istoricul Nicetas, ca și cum ar fi vizitat insulele fericite și ar fi stat la masă cu soarele.
Cu toate aceste avantaje reunite în mâinile răsculatului, un ministru energic s-ar fi apărat. Protosebastul Alexe avea bani, precum și sprijinul credincios și puternic al latinilor; putea să reziste. În loc de aceasta el pierdu curajul, se lăsă prins în palat și fu predat lui Andronic, care puse să i se scoată ochii. Totuși, nimic nu era încă făcut și Andronic știa bine aceasta, atâta vreme cât regimentele de mercenari latini și coloniile occidentale ocupau capitala. Pentru a scăpa de ei, el exploată vechile uri naționaliste. Se răspândi zvonul, ușor de crezut, că străinii se gândeau să năvălească asupra grecilor și sub acest pretext slobozi asupra lor toată gloata Constantinopolului. Cartierul latin fu luat cu aslt, o mulțime furioasă jefui și arse tot. Femeile, copiii, bătrânii, bolnavii din spitale chiar, fură masacrați. Într-o zi, fanatismul național al bizantinilor potoli o sută de ani de ură adunată. Puținii latini care scăpară, fugiră în grabă: Andronic putea acum să intre în capitală fără primejdii. El apăru în mijlocul entuziasmuluigeneral, salutat de toți ca salvatorul și liberatorul imperiului, ca lampa strălucind în întuneric, ca astrul radios. Numai câțiva oameni pricepuți înțeleseră tot ce se ascundea sub declarațiile de afecțiune pe care le făcea relativ la basileul Alexe; patriarhul Teodosie fu printre aceștia. Cum Andronic se plângea în fața lui că e singur spre a veghea la soarta micului prinț, că nu avea nici un colaborator care să-l ajute în greaua lui sarcină, nici un sprijin, prelatul, pe un ton cu două înțelesuri, din care nu lipsea oarecare curaj, îi răspunse că din ziua în care intrase în Constantinopol și luase puterea în mâini, el îl  considerase, fără ezitare, mort pe tânărul împărat.
Patriarhul Teodosie avea dreptate. În sufletul Comnenului se redeșteptase ambiția: pentru a o satisface, el avea să se arate capabil de orice.
Înainte chiar de a intra în capitală, el luase o măsură semnificativă. Din ordinul său, regenta și fiul ei fuseseră îndepărtați din palat și duși, aproape ca niște prizonieri, în vila imperială de la Philopation. Andronic se duse acolo să-i vadă și aici de asemenea atitudinea lui fu destul de puțin îngrijorătoare. El arătă în adevăr mult respect tânărului împărat, dar abia o salută pe împărăteasă și spune tare că se mira s-o găsească acolo. În urmă, se duse la Sfinții Apostoli, să viziteze mormântul vărului său Manuel. Ca un bun comediant, el plânse mult în fața sarcofagului și prin durerea lui prefăcută edifică pe toți cei de față. După care, rugă pe toată lumea să se depărteze, spre a-l lăsa un moment să vorbească singur cu mortul. Și răutăcioșii glumeți, foarte amuzați de această intimitate, puneau în gura lui Andronic cuvintele următoare: Te am în mână acum, pe tine care m-ai persecutat și m-ai făcut să rătăcesc în toată lumea; această piatră grea te închide într-o închisoare veșnică și numai trompeta Judecății te va deștepta din somnul tău adânc. Și eu mă voi răzbuna pe familia ta și-i voi face pe ai tăi să-mi plătească tot răul ce mi ai făcut.
Răutăcioșii glumeți nu se înșelau de loc. Unele după altele, rudele lui Manuel aveau să dispară, victime ale teribilei ambiții a lui Andronic. De fapt, stăpân peste toate, el administra imperiul ca un adevărat suveran: adversarii săi politici, mai ales șefii marilor familii aristocratice, erau îndepărtați fără milă și loviți; în toate locurile își instala oamenii săi. Dar, pentru a deveni în adevăr împărat, trebuia să suprime mai întâi pe cele trei persoane ce-l despărțeau de tron, adică pe văduva și pe copiii lui Manuel. Fiica cea mai mare dispăru cea dintâi; ea muri subit împreună cu soțul ei Cezarul Renier și nimeni nu se îndoi că fuseseră otrăviți.Pentru a o pierde pe împărăteasa regentă, Andronic lucră mai pe ocolite. El o ura, precum se știe, de multă vreme; îi plăcu însă să-și rafineze răzbunarea. Începu prin a se plânge violent de ea, pretextând că-i făcea o surdă opoziție, dăunătoare intereselor statului și declară că dacă această  femeie periculoasă nu era îndepărtată din afaceri, el va părăsi puterea. Prin aceste declarații, răsculă, fără greutate, popoulația, foarte pornită împotriva străinei și, cu manifestații zgomotoase, mulțimea se duse să-l silească ăe patriarh să uzeze de autoritatea lui spre a îndepărta din palat pe suverană. Terenul era pregătit: cu toată rezistența unor oameni cinstiți, se pregăti pe ascuns împotriva nefericitei Maria de Antiohia cea mai cumplită comedie judiciară. Andronic o acuză formal că pactizase cu străinii; pe acest motiv, ea fu arestată, aruncată în închisoare, părăsită în voia insultelor și răului tratament al temnicerilor. Aceasta nu era de ajuns. O aduseră în fața unui tribunal, care pronunță împotriva ei pedeapsa cu moartea. Tânărul Alexe certifică sentința, punând pe decretul ce o condamna pe mama lui semnătura cu cerneală roșie, ca o picătură de sânge. Maria de Antiohia fu sugrumată în celula sa: avea doar 35 de ani. Ura lui Andronic nu se mulțumi numai cu acest asasinat juridic; el se înverșună până și împotriva imaginilor care o reprezentau pe nenorocita prințesă. Puse să le distrugă sau să le mutileze, de teamă ca radioasa ei frumusețe să nu deștepte prea multă compătimire pentru soarta ei tragică.
Grădina imperială, cum spunea Nicetas, se despuia de arborii săi. În curând în sept 1183, un mare consiliu de coroană, dresat dinainte, emise părerea că ar fi util și potrivit ca Andronic să fie oficial asociat la tron. Când această hotărâre fu cunoscută, în capitală se produse o bucurie nebună.Poporul cuprins de delir la vestea ridicării apropiate a favoritului său, dansa pe străzi, cânta, bătea din palme. Palatul Blacherne fu invadat și, în fața mulțimii amenințătoare, tânărul împărat cedă. Dar atunci se petrecu o scenă curioasă și neașteptată. Andronic, care pregătise totul, se prefăcea că ezită și refuză puterea. Trebui să fie așezat cu forța pe tron să, i se pună aproape fără voia lui mitra roșie pe cap, să fie îmbrăcat cu mantia imperială. În sfârșit, el consimți să se încline în fața voinței populare și, după câteva zile, când fu încoronat în Sfânta Sofia, el auzi cu plăcere  numele său figurând înaintea celui al lui Alexe, în aclamațiile oficiale. Atunci, spune un cronicar, pentru prima dată el se arătă vesel; privirea lui aspră se îndulci și făgădui că acum, fiind împărat, lucrurile aveau șă se îmbunătățească. A-l îndepărta pe bietul său asociat fu pentru el o chestiune de moment. Jurase solemn, la picioarele sfintelor altare, că nu primea puterea decât spre a-l ajuta pe nepotul său Alexe. Dar o lună mai târziu, după instigațiile lui, senatul hotărî că nu era nevoie decât de un singur șef în fruntea monarhiei și că trebuia prin urmare să fie înlăturat Alexe. Câteva zile mai târziu, în noiembrie 1183, tânărul prinț era sugrumat în apartamentul său. Cadavrul fu aruncat la picioarele lui Andronic; el îl dădu la o parte cu o lovitură de picior, insultându-l: Tatăl tău era un sperjur, mama ta o femeie pierdută și porunci să se arunce trupul în Bosfor.  Dup aceea, cu tot disprețul pentru opinia publică, el se însură cu logodnica mortului, Ana de Franța, fiica lui Ludovic al XVII-lea, care n-avea nici 11 ani și ceru unui cler docil să  fie eliberată de jurământul de credință pe care-l făcuse odinioară lui Manuel. La vârsta de 63 de ani, Andronic Comnenul devenea împărat al Bizanțului.

## Perioada de domnie
Andronic a reformat administrația. Guvernatorii provinciilor, bine aleși, bine plătiți, nu mai trebuiră să-și cumpere slujbele și să stoarcă oamenii spre a-și scoate banii. Strângătorii impozitelor fură supravegheați cu atenție; o justiție bună și rapidă fu asigurată tuturor, chiar împotriva celor puternici. În sfârșit, șefii aristocrației, adversarii obișnuiți ai absolutismului imperial, fură loviți cu o asprime deosebită. În adevăr, în aceste chestiuni, Andronic, care-și bătea joc ușor de lucrurile cele mai grave, înceta de a mai glumi. Autoritar, aspru, imperios, el înțelegea să fie ascultat orbește. Ceea ce spun eu, afirma într-o zi celor din jurul lui, nu sunt vorbe spuse în vânt. Dacă poruncile mele nu sunt executate la vreme, temeți-vă de mânia mea: grea, neiertătoare, ea va cădea  asupra celor care vor lucra împotriva voinței mele și nu vor urma întrutotul instrucțiunile mele imperiale. El spunea încă: Nu degeaba poartă un împărat sabia și declara deschis funcționarilor săi: Trebuie să alegeți: ori să încetați de a fi nedrepți, ori să încetați de a trăi.
	Sub această mână puternică, ordinea se restabili, prosperitatea reapăru. Provinciile pustii se populară iar, agricultura înflori din nou. 
	Andronic își păstrează toate pasiunile, toate slăbiciunile, toate cusururile, care în timpul vieții îi întunecaseră cele mai înalte calități. Prin tenacitate și crime, își realizase visul ambițios: deținea puterea. Nimic nu-l costase prea scump spre a o cuceri; nimic nu-l costă de asemenea prea scump pentru a o păstra. Și cum, aproape a doua zi după urcarea pe tron, se izbi de opoziția formală a marilor familii aristocratice, cum, abia împărat, văzu partidul feudal urzind neîncetate comploturi împotriva lui și provocând chiar o răscoală pe față în Bitinia, teama de a nu fi răsturnat îl făcu îngrozitor de crud. Ca și Tiberiu, cu care seamănă și care de asemenea fusese un împărat bun pentru provincii, el fu teribil pentru oamenii de familie nobilă, care încercară să lupte împotriva lui.  Oricine rezistă, oricine copnspiră, fu doborât fără milă și chiar cele mai apropiate rude nu fură cruțate. Cruzimea lui înnăscută se dezvoltase încă prin șederea îndelungată între popoarele barbare: ea se arătă cumplită.
	Un regim de spionaj, de denunțări, de teroare se abătu asupra capitalei și aupra imperiului. Familiile cele mai ilustre ale aristocrației bizantine, Comnenii, Anghelii, Cantacuziniii, Contostephanii, fură lovite fără milă. Pentru a potoli revolta din Bitinia, înecă Brussa și Niceea în sânge. El lăsă, spune un contemporan, viile din țara Brussei încărcate, în loc de struguri, cu cadavre de spânzurați și opri să fie îngropați, voind ca uscați de soare, legănați de vânturi, să fie ca acele sperietori care se așază în livezi pentru a face păsările să fugă. Rugurile se aprinseră în Hipodrom și, pentru a-și înspăimânta dușmanii, imaginația lui Andronic visa chinuri și mai îngrozitoare: ca în ziua în care spre a pedepsi pe un nenorocit a cărui singură crimă era aceea de a fi vorbit rău despre împărat, se gândi să-l pună în frigare și să-l frigă la un foc domol și să pună să se servească aceste bucate de un nou gen, la masa propriei soții a nenorocitului.Prietenii și chiar rudele lui nu erau la adăpost de întunecata lui neîncredere, ginerele și fiica sa căzură în disgrație, deoarece îngrijorau absolutismul lui gelos. Astfel, în groaza generală, fiecare tremura pentru capul său: orice liniste dispăruse. Și Andronic, îmbătat de nelegiuirile lui, declara că-și pierduse ziua, dacă nu pusese să se execute sau să se orbească vreun mare senior sau cel putin să fie terorizat pe vreunul din dușmani cu privirea lui formidabilă de tiran. Judecător după bunul plac, dușman neînduplecat al feudalității turbulente, al cărui pericol pentru imperiu îl simțea, exasperat de orice rezistență, surdă sau pe față, pe care o afla încă în jurul lui, Andronic călca vesel prin sânge.
	Împreună cu ambiția și efectele teribile pe care aaceasta le producea, Andronic păstrase și cealaltă pasiune dominantă: femeile. Deși era chel acum pe frunte și tâmplele îi înălbiseră, avea încă înfățișarea tânără; mereu sănătos, mlădios și voinic, își păstra firea mândră și prestanța eroică.Deci, nu dezarmă de loc. Trăia cu plăcere în societatea curtezanelor și cântătoarelor din flaut și în tovărășia lor se ducea adeseori să petreacă la țară, petreceri care scandalizau pe oamenii cinstiți din Constantinopol. Ca un cocoș în fruntea găinilor sau ca un berbec urmat de capre sau mai bine zis ca Dionisos cu cortegiul lui de thyade și bacante, așa își ducea cu el amantele. Și pe când cei mai intimi prieteni ai lui nu ajungeau să-l vadă decât cu mare greutate, pentru frumoasele lui prietene era, dimpotrivă, el, așa de neîncrezător de obicei, foarte amabil, mereu accesibil, mereu zâmbitor. Aceasta, pentru că la 63 de ani împliniți, el iubea încă dragostea, așa cum o iubise toată viața. Mereu puternic, se lăuda că reia aventurile amoroase ale lui Hercule. Întreținea o amantă oficială, cântăreața din flaut Maraptoca, o femeie frumoasă, de care era foarte mândru; în afară de aceasta își permitea la curte și în oraș un număr foarte respectabil de capricii. Și cum avea un spirit caustic și batjocoritor, găsise foarte caraghios să atârne sub porticele Forului coarnele celor mai frumoși cerbi pe care-i ucisese la vânătoare, în aparență, spune Nicetas, ca un trofeu al isprăvilor sale, în realitate spre a-și bate joc de burghezii cumsecade din capitală și spre a face aluzie la aventurile nevestelor lor.
	Astfel, Andronic întărâta prin cruzime și scandaliza prin vicii. Dușmanii aruncauîmpotriva lui cele mai îngrozitoare injurii. Măcelar, câine, însetat de sânge, bătrân ramolit, plagă a omenirii, desfrânat, acestea erau epitetele obișnuite cu care-l numeau. Andronic lăsa lumea să vorbească, sigur de el, absolut convins că va trăi foarte mult și va muri linistit în palatul lui.

## Decăderea
În luna august 1185, flota normandă, trimisă de regele Guillaume al Siciliei, spre a răzbuna masacrul din 1182, punea mâna pe Tesalonic și armata de uscat mergea împotriva Constantinopolului. Andronic, ca un bun împărat, luă mai întâi împotriva năvălitorilor măsurile cerute de împrejurări: zidurile capitalei fură puse în stare de apărare, flota separată și reorganizată; în același timp prințul se trudea să potolească îngrijorarea populației prin discursuri meșteșugite. Dar, ca odinioară în Cilicia, el se sătură repede de această ocupașie și neglijând totul, se mulțumi să filozofeze asupra evenimentelor ce se desfășurau. Această aparentă indiferență provocă la Constantinopol o vie nemulțumire; poporul însuși, care până atunci își adorase orbește favoritul, începea, sub amenințarea fricii, să se depărteze de el și să vorbească deschis. Începu să spună că victoriile normande erau poate o pedeapsă pentru crimele lui Andronic, dovadă vizibilă că Dumnezeu îl părăsise; își dădu părerea că moartea tiranului ar fi cel mai bun leac împotriva nenorocirilor abătute asupra imperiului.
	Îngrijorat pe drept cuvânt de această schimbare a opiniei publice, împăratul își dublă asprimea. Fură poruncite arestări numeroase; închisorile gemeau de pretinși vinovați; și pentru a garanta credința celor lăsați liberi, fură siliți, ca niște oameni suspecți, să găsească garanții printre prietenii lor. În același timp, basileul înmulțea măsurile pentru siguranța lui: se înconjura de gărzi, era întovărășit de un câine formidabil, în stare să lupte contra unui leu și să doboare un cal cu călăreț cu tot: noaptea acest animal teribil păzea la ușa camerei imperiale și la cel mai mic zgomot lătra sălbatic. Dar simțind crescând primejdia în jurul lui, Andronic simțea crescând de asemenea în sufletul lui o energie teribilă de a se apăra. Pe părul alb pe care-l vedeți, declara el, dușmanii lui Andronic nu se vor bucura.  Dacă soarta vrea ca Andronic să se coboare în Hades, ei vor trece înainte și-i vor deschide calea. Andronic nu va merge decât dup ei. Amintindu-și, în acea oră decisivă, de sprijinul pe care-l găsise odinioară la naționalismul bizantin, din nou avu ideea de a reaprinde acest foc încă nestins. El puse să se răspândească zvonul că succesele normanzilor nuu se datorau decât agitațiilor trădătorilor vânduți străinilor și se gândi, cu această ocazie, să proscrie în masă pe toți cei ce erau împotriva lui, pe prizonierii ținuți în închisori, pe rudele lor, chiar pe prietenii lor care păreau ostili politicii sale. Se spune că se pregătise lista victimelor destinate acestui masacru și fu nevoie de opoziția violentă a însuși fiului lui Andronic, spre a-l face pe împărat să renunțe la execuția groaznică pe care o visa.
	Cu toate acestea, cu toată încrederea în el însuși, Andronic își simțea puterea zdruncinată. Consulta, cu mare îngrijorare, pe ghicitori, observa semnele, se temea de lacrimile care izvorau dintr-o icoană a Sfântului Pavel, pentru care avea un cult special și în care vedea pe protectorul lui particular. Apoi deodată căpătă curaj. El făcu chiar imprudența, atât de mult credea din nou în autoritatea lui, să părăsească capitala în fierbere, spre a se duce cu soția și amanta sa să petreacă câteva zile într-una din casele sale de la țară. În timpul absenței, excesul de zel al unui prieten era gata să precipite criza care amenința.
	Printre marile personaje pe care Andronic le pusese sub supravegherea poliției, unul din cei mai iluștri era Isac Anghelos. Era un om de o inteligență mediocră, cu o fire molatică, nul ca voință; de aceea, cu toate revoltele la care luase parte, basileul îl lăsase să trăiască, mulțumindu-se să-l interneze în palatul său. Îngrijorat de agitația capitalei, ministrul poliției, Hagiochristoforitul, crezu necesar să aresteze pe acest șef eventual al unei răscoale populare. Dar frica dădu curaj lui Isac: el se apără, doborând cu o lovitură de sabie pe principalul adversar, sări pe un cal și în galop, țipnînd în mână încă spada însângerată, alergă să se refugieze în azilul inviolabil al Sfintei Sofii. La vestea atentatului, poporul răzvrătit se mișcă și toți cei ce se temeau pentru viața lor asociindu-se la revolta ce începu, răzvrătirea câștigă repede teren în lipsa lui Andronic și în zăpăceala miniștrilor. O mulțime enormă se adună în jurul Sfintei Sofii; toată noaptea mulțimea făcu de strajă în jurul bazilicii, pentru a nu lăsa să fie răpit fugarul. Dimineața, propuseră să-l facă împărat pe Isac.
	Înștiințat, Andronic se întoarse în grabă. Dar era prea târziu: revolta se prefăcu în revoluție. Acum populația forța închisorile, punea în libertate pe șefii opoziției și, sub conducerea lor, se organiza și se înarma. Isac Anghelos, fără voia lui, era proclamat basileu și, dus în Sfânta Sofia, primea coroana din mâna patriarhului. În sfârșit, mulțimea se pregătea să ia palatul cu asalt. Tot curajos, tot neîmblânzit, Andronic încercă să reziste. Puse să se tragă asupra poporului și el însuși, de pe înălțimea crenelurilor, aruncă primele săgeți. Dar nici această desfășurare de forțe, nici cuvintele frumoase prin care încercă apoi să potolească mulțimea amenințătoare, nu avură succes. Sub loviturile asediatorilor, porțile reședinței imperiale cedară. Nu rămânea împăratului altceva de făcut decât să fugă.
	Dezbrăcând în grabă costumul imperial, aruncând pantofii de purpură și până și crucea pe care o purta de ani de zile la gât, ca un semn al protecției divine, în cap cu o bonetă ascuțită, după moda barbară, Andronicfugi și în vreme ce prostimea înveselită prăda palatul, el împreună cu soția și cu amanta lui, ajunge într-un mic port de mare, la extremitatea orientală a Bosforului. Mereu poruncitor și mândru, până și în disperare, ceru și obținu să i se dea o corabie, cu care se gândea să fugă în Rusia. Dar un vânt din acelea violente, așa de frecvente în Marea Neagră, îl aruncă pe mal; el se izbi de emisarii trimiși în urmărirea lui. Îl prinseră și-l puseră în lanțuri. Dar și atunci, spune Nicetas, rămânea subtilul și ingeniosul Andronic. Incomparabilul comedian care era, jucă ultimul lui rol. Începu, povestește istoricul, o jelanie lamentabilă și patetică, atingând ca un muzicant dibaci, toate coardele instrumentului. Amintea din ce familie vestită se trăgea și cât îi fusese norocul de favorabil altădată, chiar când era departe de cămin, prin lume; cât de demnă de a fi trăită fusese viața lui și cât de mult nenorocirea care-l copleșea acum merita să trezească mila. Si cele două femei care-l întovărășeau reluau jelania și o făceau și mai lamentabilă. El dădea tonul; ele dădeau răspunsul și astfel continuau muzica. Totul fu în zadar. Poate că pentru prima data în viață elocvența lui Andronic nu mai fu ascultată și dibăcia sa rămase fără rezultat. Fu condus la Constantinopol: acolo avea să moară.
	Prin grozăvia sa tragică, moartea lui Andronic fu demnă de viața lui. Trebuie să citim în istoria lui Nicetas povestirea acestui ultim act al dramei, una din paginile cele mai teribile și mai mișcătoare care se întâlnesc în analele Bizanțului. Conduseră mai întâi pe împăratul detronat, încărcat de lanțuri, în fața fericitului său rival, Isac Anghelos și timp de mai multe ceasuri fu lăsat sub toate insultele populației; îi rupseră dinții, îi smulseră barba și părul și mai ales femeile se înverșunau cu lovituri de pumn asupra nenorocitului, spre a răzbuna cruzimile pe care le porunciseodinioară împotriva rudelor lui. După aceasta, îi tăiară mâna dreaptă și-l aruncară într-o carceră, unde fu lăsat mai multe zile fără îngrijiri, fără hrană, fără o picătură de apă măcar. Acesta nu era decât începutul lungii sale agonii. După câteva zile îl luară, i se scoase un ochi și cu capul gol, sub arșița soarelui, acoperit cu o zunică în zdrențe, fu plimbat, așezat pe o cămilă râioasă, pe străzile capitalei. Acest spectacol cumplit, care ar fi trebuit să stoarcă valuri de lacrimi din orice ochi omenesc, nu mișcă de loc plebea îngrozitoare a Constantinopolului.Tot ce aveau mai josnic și mai brutal fundăturile marei cetăți, tăbăcari, cârnățari, negustori din bazar, clienți ai cârciumilor suspecte, uitând cum salutaseră odinioară, cu aclamații, pe Andronic, ca pe un salvator, veni să adauge câte ceva la tortura nefericitului. Unii îl loveau în cap, alții îi puneau murdării pe nări; unii, cu niște bureți, îi aruncau excremente pe față; alții insultau cu cuvinte obscene pe mama și pe rudele lui. Unii îl înțepau cu cârligele în coaste; alții aruncau cu pietre; și o curtezană, luând dintr-o bucătărie un vas plin cu apă clocotită, îi aruncă conținutul în obraz. În sfârșit, printre huiduieli și râsete, îngrozitorul cortegiu ajunse la Hipodrom. Atunci trag jos pe nenorocit de pe cămilă, il leagă de picioare, cu capul în jos de o grindă pusă pe două coloane și oribila sărbătoare reîncepe. Andronic suferea cu stoicism, fără un vaiet; câteodată numai îi scăpau de pe buze câteva cuvinte: Doamne fie-ți milă de mine și încă: De ce vă înverșunați împotriva unei trestii rupte? Dar mulțimea, în delir nu auzea nimic. Atunci i se rupse tunica și bărbații se distrau prin atingeri obscene. Un spectator, băgându-i sabia în gură, i-o împinse, sforțându-se, până în adâncul măruntaielor. Câțiva latini, amintindu-și de masacrul ordonat odinioară împotriva compatrioților lor, se distrau încercând pe muribund tăișul săbiilor, ca să vadă vare lovește mai bine. El muri în sfârșit și populația, observând că într-o ultimă convulsiune dusese la gură mâna dreaptă tăiată, nu omise să remarce cu ironie că până la ultima suflare Andronic era însetat de sânge omenesc.
	În stupida lui furie, poporul se înverșună chiar și împotriva imaginilor nenorocitului suveran și cadavrul lui mutilat, părăsit mai întâi, ca un hoit, sub o boltă a circului, abia după câteva zile avu pomana unei înmormântări mizerabile.
	Astfel muri, în luna septembrie 1185, în vârstă de 65 de ani, împăratul Andronic Comnenul.